# Арчвадзе, Тенгиз Григорьевич
Тенгиз Григорьевич Арчвадзе (груз. თენგიზ გრიგოლის ძე არჩვაძე; 3 августа 1932 — 28 октября 2023, Тбилиси) — советский и грузинский актёр. Народный артист Грузинской ССР (1979).

## Биография
Тенгиз Арчвадзе родился 3 августа 1932 года в Тифлисе.
В 1955 году окончил актёрское отделение Тбилисского театрального института имени Ш. Руставели.
Сниматься в кино начал с конца 1950-х гг.
С 1967 по 1973 год работал в Руставском драматическом театре.
Актёр Тбилисского театра имени К. Марджанишвили с 1973 года.
Скончался 28 октября 2023 года на 92-м году жизни. Похоронен в Дидубийском пантеоне.

## Княжеский титул
В 2018 году глава царской династии Багратионов, Нугзар Петрович Багратион-Грузинский, присвоил Тенгизу Арчвадзе княжеский титул за его неординарные актёрские способности и достоинства его личности.
Этим царская семья Грузии выразила ему особую признательность как достойному человеку и неординарному актёру.
Тем самым он стал родоначальником княжеского рода Арчвадзе.

## Признание
- Заслуженный артист Грузинской ССР (1967).
- Народный артист Грузинской ССР (1979).
- Государственная премия СССР (1981).
- Орден Чести (1997)[3].
- Княжеский титул от царской семьи Грузии (2018)[2].
- Почётный гражданин Рустави (2020).
- Президентский орден «Сияние» (2022)[4].
- Почётный гражданин Тбилиси (2022)[5].

## Фильмография
- 1961 — Добрые люди — Тамаз Мирианашвили
- 1961 — Под одним небом — Заза Очиаури, художник
- 1963 — Маленькие рыцари — эпизод
- 1964 — Закон гор — Гугуа
- 1964 — Взлёт — летчик
- 1964 — Только 17 километров
- 1965 — Двадцать шесть бакинских комиссаров — Прокофий Джапаридзе
- 1965 — Хевсурская баллада — Имеда Звиадаури
- 1965 — Я вижу солнце — бригадир Датико
- 1966 — Встреча в горах — Вахтанг
- 1966 — Встреча с прошлым — Иосиф Наморадзе
- 1967 — Мольба — Алуда
- 1967 — Скоро придёт весна — Бидзина
- 1968 — Безымянный Уплисцихе
- 1968 — Распятый остров — Георгий
- 1969 — Десница великого мастера — Константин Арсакидзе
- 1969 — Красная палатка — Алессандрини
- 1969 — Мужской хор — муж
- 1971 — Перед рассветом — Мурзакани
- 1971 — Звёзды не гаснут — Чингиз
- 1971 — Тепло твоих рук — Юлон
- 1974 — Пусть он останется с нами — Таиров
- 1975 — Ферма в горах (новелла в киноальманахе «В тени родных деревьев»)
- 1975 — Спелые гроздья — Джаба Имеладзе
- 1975 — Не верь, что меня больше нет — Тенгиз, муж Тамары
- 1976 — Как утренний туман — Сандро Месхи
- 1977 — Берега — Мушни Зарандиа
- 1977 — Когда матерей нет дома — отец Бахи
- 1977 — Синема
- 1979 — Нико в горах («Первые горы») — геолог
- 1982 — Начало пути
- 1982 — Не все кометы гаснут — Александр Бибилеишвили
- 1983 — Клятвенная запись — царь Кахети Александр II, царь Ираклий II.
- 1984 — Понедельник — день обычный — Рамаз Павлович Авалиани, председатель горисполкома
- 1985 — Пока пройдёт осенний дождь — Вахтанг
- 1989 — Повозка на шоссе
- 1990 — Спираль — священник
- 1991 — Побег на край света
- 1992 — Только смерть приходит обязательно
- 1995 — Шведский принц из Имеретии — Тенгиз
- 1998 — Мой дорогой, любимый дедушка — Важа
- 2001 — Антимоз Ивериели — Иван
- 2003 — Боже, за что? — Гудули Бережиани
- 2003 — Ещё одна грузинская история — Гурам